# Звярът
„Звярът“ (на английски: Beast) е американски оцеляващ трилър от 2022 г. на режисьора Балтасар Кормакур, по сценарий на Райън Енгъл, и по сюжета на Джейми Примак Съливан. Във филма участват Идрис Елба, Шарлто Копли, Ияна Хали и Лий Сава Джефрис.
Филмът е пуснат по кината в САЩ на 19 август 2022 г. от „Юнивърсъл Пикчърс“.

## Актьорски състав
- Идрис Елба – доктор Нейт Самюелс
- Ияна Хали – Мередит Самуелс
- Лий Сава Джефрис – Нора Самуелс
- Шарлто Копли – Мартин Батълс

## Продукция

### Разработка
През септември 2020 г. е обявено, че Идрис Елба ще участва в новия филм на „Юнивърсъл Пикчърс“ със заглавието „Звярът“, по оригиналната идея на Джейми Примак-Съливан и на режисьора Балтасар Кормакур. През юни 2021 г. Шарло Копли, Ияна Хали и Лий Сава Джерис се присъединиха към актьорския състав.

### Снимачен процес
Снимките се проведоха на 1 юни 2021 г. в Южна Африка и приключиха за десет седмици.

## Издание
„Звярът“ е насрочен да излезе по кината в САЩ на 19 август 2022 г. от „Юнивърсъл Пикчърс“.

## В България
В България филмът е пуснат по кината на 12 август 2022 г. от „Форум Филм България“. Преводът е на Милена Боринова.